# Football Club Turris 1944 1992-1993
Questa voce raccoglie le informazioni riguardanti la Football Club Turris 1944 nelle competizioni ufficiali della stagione 1992-1993.

## Rosa
| N. |                   | Ruolo | Calciatore           |
| -- | ----------------- | ----- | -------------------- |
|    | Italia (bandiera) | A     | Raimondo Acampora    |
|    | Italia (bandiera) | C     | Gennaro Astarita     |
|    | Italia (bandiera) | C     | Sebastiano Basile    |
|    | Italia (bandiera) | C     | Salvatore Cangiano   |
|    | Italia (bandiera) | C     | Ciro Castellano      |
|    | Italia (bandiera) | D     | Francesco Cetronio   |
|    | Italia (bandiera) | D     | Domenico Colletto    |
|    | Italia (bandiera) | A     | Alberto Diodicibus   |
|    | Italia (bandiera) | A     | Marco Fida           |
|    | Italia (bandiera) | C     | Carmine Fruguglietti |
|    | Italia (bandiera) | D     | Walter Marinucci     |

| N. |                   | Ruolo | Calciatore         |
| -- | ----------------- | ----- | ------------------ |
|    | Italia (bandiera) | C     | Maurizio Passabì   |
|    | Italia (bandiera) | C     | Francesco Pesacane |
|    | Italia (bandiera) | C     | Roberto Sacco      |
|    | Italia (bandiera) | C     | Sandro Sciarappa   |
|    | Italia (bandiera) | P     | Pietro Spinosa     |
|    | Italia (bandiera) | D     | Andrea Stimpfl     |
|    | Italia (bandiera) | C     | Salvatore Sullo    |
|    | Italia (bandiera) |       | Varriale           |
|    | Italia (bandiera) | D     | Sisto Vitiello     |
|    | Italia (bandiera) |       | Zagari             |

## Risultati

### Campionato

#### Girone di andata
| 13 settembre 1992 1ª giornata | Turris | 1 – 0 | Molfetta |  |

| 20 settembre 1992 2ª giornata | Formia | 0 – 0 | Turris |  |

| 27 settembre 1992 3ª giornata | Juventus Stabia | 2 – 0 | Turris |  |

| 4 ottobre 1992 4ª giornata | Turris | 5 – 0 | Licata |  |

| 11 ottobre 1992 5ª giornata | Sora | 1 – 1 | Turris |  |

| 18 ottobre 1992 6ª giornata | Turris | 0 – 0 | Sangiuseppese |  |

| 25 ottobre 1992 7ª giornata | Akragas | 1 – 0 | Turris |  |

| 1º novembre 1992 8ª giornata | Turris | 0 – 0 | Atletico Leonzio |  |

| 8 novembre 1992 9ª giornata | Vigor Lamezia | 3 – 1 | Turris |  |

| 22 novembre 1992 10ª giornata | Turris | 0 – 0 | Matera |  |

| 29 novembre 1992 11ª giornata | Turris | 0 – 0 | Altamura |  |

| 6 dicembre 1992 12ª giornata | Savoia | 3 – 2 | Turris |  |

| 13 dicembre 1992 13ª giornata | Turris | 0 – 0 | Catanzaro |  |

| 20 dicembre 1992 14ª giornata | Monopoli | 0 – 1 | Turris |  |

| 27 dicembre 1992 15ª giornata | Turris | 1 – 1 | Trani |  |

| 24 gennaio 1992 16ª giornata | Astrea | 2 – 4 | Turris |  |

| 31 gennaio 1993 17ª giornata | Turris | 2 – 1 | Bisceglie |  |

#### Girone di ritorno
| 7 febbraio 1993 18ª giornata | Molfetta | 1 – 0 | Turris |  |

| 14 febbraio 1993 19ª giornata | Turris | 0 – 0 | Formia |  |

| 21 febbraio 1993 20ª giornata | Turris | 1 – 0 | Juventus Stabia |  |

| 7 marzo 1993 21ª giornata | Licata | 1 – 0 | Turris |  |

| 14 marzo 1993 22ª giornata | Turris | 1 – 0 | Sora |  |

| 21 marzo 1993 23ª giornata | Sangiuseppese | 0 – 0 | Turris |  |

| 28 marzo 1993 24ª giornata | Turris | 0 – 0 | Akragas |  |

| 4 aprile 1993 25ª giornata | Atletico Leonzio | 2 – 0 | Turris |  |

| 18 aprile 1993 26ª giornata | Turris | 3 – 1 | Vigor Lamezia |  |

| 25 aprile 1993 27ª giornata | Matera | 3 – 1 | Turris |  |

| 2 maggio 1993 28ª giornata | Altamura | 1 – 1 | Turris |  |

| 9 maggio 1993 29ª giornata | Turris | 1 – 0 | Savoia |  |

| 16 maggio 1993 30ª giornata | Catanzaro | 3 – 1 | Turris |  |

| 23 maggio 1993 31ª giornata | Turris | 1 – 1 | Monopoli |  |

| 30 maggio 1993 32ª giornata | Trani | 2 – 0 | Turris |  |

| 6 giugno 1993 33ª giornata | Turris | 3 – 0 | Astrea |  |

| 13 giugno 1993 34ª giornata | Bisceglie | 0 – 0 | Turris |  |

### Coppa Italia Serie C
| Arbitro: | Manganelli (Milano) |

|  |           |                            |
|  | Marcatori | 82’, 88’ Maurizio Varriale |

| Arbitro: | Contente (Salerno) |

|                                                              |           |                                                                               |
| Davide Ricci 27’ Carlo Tebi 41’ (rig.) Francesco Rispoli 51’ | Marcatori | 42’ (rig.) Sebastiano Basile 68’ (rig.) Sandro Sciarappa 70’ Gennaro Astarita |